# Rough Cutt
I Rough Cutt sono stati un gruppo heavy metal formato a San Diego, California, nel tardo 1981.

## Storia
Formata a San Diego nel 1981 con il nome di Sarge, la formazione iniziale dei Rough Cutt vedeva Paul Shortino alla voce, con quattro membri derivanti dalla prima incarnazione dei Ratt, i Mickey Ratt, ovvero  i chitarristi Jake Williams (Jake E. Lee) e Chris Hager, il bassista Matt Thorr ed il batterista David Alford, e l'aggiunta del tastierista Claude Steel (Claude Schnell). Poco dopo, a sostituire Matt Thorr, fu l'altro ex bassista dei Mickey Ratt Joey Cristofanelli.
Ricollocatosi poi a Los Angeles, il gruppo partecipò con le due tracce A Little Kindness e Used & Abused, alla compilation prodotta da Ronnie James Dio, L.A's Hottest Unsigned Bands nel 1983. La formazione presto subì un cambiamento: Jake Williams (successivamente noto come Jake E. Lee) e Claude Steel (noto come Claude Schnell) raggiunsero la formazione dei Dio. In questo periodo a sostituire Williams fu Greg Leon, chitarrista che aveva già militato nei Quiet Riot a sostituzione di Randy Rhoads e poi nei Dokken. Ma Leon durerà per un breve periodo per tornare ad occuparsi del suo progetto, i Greg Leon Invasion. Anche Joey Cristo abbandonò il gruppo e più tardi entrerà nei Jag Wire con cui inciderà il debut Made In Heaven.
Il ruolo di bassista venne coperto da un altro ex membro dei Mickey Ratt, Matt Thorr (vero nome Matt Thorne), uno dei membri fondatori della band. Mentre un altro ex-chitarrista dei Ratt, Chris Hager, prese il posto di Williams (Lee). Venne poi reclutato anche il chitarrista Craig Goldy. Durante la sua permanenza, Goldy registrò con il gruppo il brano Try A Little Harder (prodotto da Ronnie James Dio) in occasione di una competizione chiamata Rock To Riches svoltasi nel 1983. La traccia apparirà poi nella compilation della radio locale KLOS 95.5 realizzata in relazione al contest. Goldy in seguito abbandonò il gruppo e raggiunse altre formazioni come i Giuffria, Driver (supergruppo poi noto con il nome di M.A.R.S.) e Dio, sostituito nei Rough Cutt da Amir Derakh.
Raggiunta finalmente una formazione stabile, i Rough Cutt firmarono un accordo per la Warner Bros. Records. Suonarono poi al Marquee Club di Londra nel 1984. Tornati a Los Angeles iniziarono a registrare quello che sarà il loro album di debutto. Nel 1985 viene pubblicato l'omonimo Rough Cutt, prodotto da Tom Allom (celebre la sua collaborazione con i Judas Priest) e contenente la reinterpretazione di Janis Joplin Piece of My Heart, che venne estratta come singolo.
Intrapresero diversi tour per la promozione dell'album, partecipando a delle date europee seguite da un festival giapponese, al fianco di gruppi del calibro di Mama's Boys, Foreigner, Dio ed Earthshaker, prima di far ritorno negli Stati Uniti aprendo per i Krokus e Accept. Un paio di mesi dopo seguì un concerto con gli Helix e i Dio. I Rough Cutt raggiunsero una certa esposizione negli States apparendo nella sitcom televisiva Fame, mentre Shortino ottenne una parte nel mockumentary This Is Spinal Tap, che raccontava la storia della fantomatica band Spinal Tap.
Il secondo album Wants You! venne registrato con Jack Douglas alla produzione e venne pubblicato nel 1986. Il gruppo subì il declino quando nel 1988 Shortino lasciò la formazione per entrare nei Quiet Riot sostituendo il leader Kevin DuBrow. Altro musicista che abbandonò il gruppo fu Matt Thorr, che entrò negli L.A. Rocks, gruppo che poi si evolse negli Eyes. I Rough Cutt rimpiazzarono Shortino l'ex cantante dei Warrior Parramore McCarty per un breve periodo. Un altro candidato alla sostituzione di Shortino era il cantante Joe Lestè, che poco dopo fonderà i Bang Tango. Fu proprio Amir Derakh ad introdurre Lestè alla coppia di musicisti Kyle Kyle (basso) e Mark Knight (chitarra), con cui formerà il gruppo nel 1987. I Rough Cutt ebbero breve vita e si sciolsero nello stesso anno.

### Dopo lo scioglimento
Shortino registrerà con i Quiet Riot l'omonimo Quiet Riot nel 1988 per poi abbandonare il gruppo l'anno successivo a causa del flop del disco. I Quiet Riot si riformeranno nel 1992 con il vecchio frontman Kevin DuBrow. Parramore McCarty si unì all'ex chitarrista di Billy Idol Steve Stevens nel suo progetto Atomic Playboys, progetto che fallì dopo la pubblicazione di un album omonimo nel 1989.
Matt Thorr raggiunse per un periodo i L.A. Rocks. Successivamente lo stesso Thorr assieme ad Amir Derakh fonderà i Jailhouse con l'ex batterista dei Ratt e Rough Cutt Dave Alford. I Jailhouse pubblicheranno nel 1989 l'album Alive in a Mad World e dopo anni di inattività l'omonimo Jailhouse nel 1998. Derakh, assieme ad Alford, parteciperà poi al progetto di Shortino Paul Shortino and the Rhythm Junkies nell'album Stand or Fall del 2003.
Derakh e Thorne apparirono come assistenti in studio nel disco dei Nelson Imaginator nel 1993, tuttavia quest'overrà pubblicato solo nel 1996. Chris Hager apparirà nel 2000 nell'album solista di Stephen Pearcy (frontman dei Ratt) Before And Laughter. Shortino fonderà diversi progetti come Paul Shortino/JK Northrup, Paul Shortino and the Rhythm Junkies e Paul Shortino's The Cutt oltre a comparire in diversi album e tribute.
Derakh, dopo aver cambiato completamente immagine e stile musicale, emerse con il gruppo nu metal Orgy (ottenendo un buon successo e guadagnando anche un disco di platino), per poi formare i Julien-K con Ryan Shuck, anch'esso proveniente dagli Orgy.

## Formazione
Ultima
- Parramore McCarty - voce (1988)
- Amir Derakh - chitarra
- Chris Hager[9] - chitarra
- Matt Thorr - basso
- Dave Alford - batteria

Ex componenti
- Paul Shortino - voce (1981-88)
- Jake E. Lee - chitarra
- Claude Steel - tastiera
- Joey Cristo - basso
- Greg Leon - chitarra
- Craig Goldy - chitarra

## Discografia

### Album in studio
- 1985 - Rough Cutt
- 1986 - Wants You!

### Album dal vivo
- 1996 - Rough Cutt Live

### Raccolte
- 2008 - Anthology